# Episodi di Dream On (quinta stagione)
La quinta stagione della serie televisiva Dream On è stata trasmessa negli Stati Uniti dal 22 giugno al 14 settembre 1994 su HBO ed è composta da 13 episodi.
| nº | Titolo originale                      | Titolo italiano                     | Prima TV USA      | Prima TV Italia |
| -- | ------------------------------------- | ----------------------------------- | ----------------- | --------------- |
| 1  | The taking of pablum 5-2-3 (1)        | Fuga con l'ostaggio (prima parte)   | 22 giugno 1994    |                 |
| 2  | The taking of pablum 5-2-3 (2)        | Fuga con l'ostaggio (seconda parte) | 29 giugno 1994    |                 |
| 3  | 'Tis pity she's a neighbor            | L'erba del vicino non muore mai     | 6 luglio 1994     |                 |
| 4  | Steinway to heaven                    | L'uomo del pianoforte               | 13 luglio 1994    |                 |
| 5  | Judy and the beast                    | Judy e la bestia                    | 20 luglio 1994    |                 |
| 6  | The homecoming queen                  | Ritorno a scuola                    | 27 luglio 1994    |                 |
| 7  | I'm with stupid                       | Un genio per amante                 | 3 agosto 1994     |                 |
| 8  | Attack of the 59-inch woman           | Uragano Toby                        | 10 agosto 1994    |                 |
| 9  | Those who can't, edit                 | Talento di famiglia                 | 17 agosto 1994    |                 |
| 10 | Off-off broadway bound                | I sassi contro la Luna              | 24 agosto 1994    |                 |
| 11 | Hack like me                          | I nudi della Bibbia                 | 31 agosto 1994    |                 |
| 12 | I nvere promised you Charoses, Martin | Tutti a tavola                      | 7 settembre 1994  |                 |
| 13 | The courtship of Martin's father      | Mai dire gay                        | 14 settembre 1994 |                 |